# Akupiktura
Akupiktura (łac. accupictura – malarstwo igłą) – średniowieczna nazwa haftu kolorowego, który przedstawia sceny sakralne, alegoryczne oraz polowania.

Prace w tej technice są wykonane bardzo delikatną złotą nicią oraz płaskimi ściegami m.in. satynowym i rozłupanym.
Stosowano do 30 odcieni jedwabiu, przez co uzyskiwano efekt malarski.

Taki haft był popularny w Burgundii, Austrii, Czechach w XIV i XV wieku.